# Rhizanthes lowii
Rhizanthes lowii är en tvåhjärtbladig växtart som först beskrevs av Odoardo Beccari, och fick sitt nu gällande namn av Hermann August Theodor Harms. Rhizanthes lowii ingår i släktet Rhizanthes, och familjen Rafflesiaceae. Inga underarter finns listade i Catalogue of Life.